# Truth Serum
Truth Serum è il primo EP in studio della cantante svedese Tove Lo, che annuncia la sua entrata nella musica solista e che contiene il singolo di successo planetario Habits (Stay High).
Uscito il 3 marzo 2014 in tre versioni, quella internazionale, di sei tracce, quella nordica, di sette tracce, e l'ultima, la ripubblicazione, contenente soltanto quattro brani. Soltanto nell'edizione nordica è incluso il singolo di debutto della Nilsson, Love Ballad, pubblicato il 15 ottobre 2012, due anni prima della pubblicazione dell'extended play, senza un contratto discografico, e poi diventato brano conclusivo del suo album in studio di debutto, Queen of the Clouds.

## Singoli
- Love Ballad è il primo singolo estratto dall'EP, pubblicato da artista indipendente dalla Nilsson il 15 ottobre 2012. Il testo del brano riprende e parodia le canzoni d'amore, spesso ballate, dei cantanti più celebri, criticando il loro modo di far pensare che per qualcuno si possa fare di tutto, persino ferire se stesso. Entrato nelle classifiche mondiali, in quella danese al suo picco è stata decimo e in quella britannica sesto.
- Out of Mind è il secondo singolo, pubblicato in tutto il mondo il 16 ottobre 2013 e scritto da Tove Lo e Alx Reuterskiöld, che ha inoltre prodotto l'inedito in coppia con i The Struts. Un'anteprima di 16 secondi del brano e del suo video musicale è stata distribuita su YouTube dalla Universal Music Sweden e ha raggiunto la trentanovesima posizione nelle classifiche finlandesi dei download digitali.
- Habits è uscito come terzo singolo il 6 dicembre 2013, prima versione, pubblicata senza un'etichetta discografica, di Habits (Stay High), brano di successo planetario che ha venduto oltre sette milioni di copie nel mondo.
- Stay High viene estratto il 25 febbraio 2014 ed è un remix di Habits realizzato dagli Hippie Sabotage. Per gli streaming viene certificato disco d'oro in Danimarca, contandone più di 1.300.000.

## Stile
Lo stile adottato per la scrittura del progetto è stato influenzato dalle esperienze personali avute dalla cantante nel corso della vita. Il disco parla di una relazione che ebbe. I migliori momenti del suddetto rapporto vengono descritti in Not on Drugs e i peggiori invece in Habits (Stay High) mentre il testo di Love Ballad e vari inediti si basa sul criticare e prendere in giro, indirettamente, le canzoni d'amore ingenue e spensierate degli artisti più celebri a livello mondiale.

## Tracce

### Versione internazionale
1. Not on Drugs – 3:03 (Tove Nilsson, Alx Reuterskiöld, Jakob Jerlström, Ludvig Söderberg)
2. Paradise – 3:03 (Tove Nilsson, Elliot, Wilkins, Michael, Orabiyi)
3. Over – 3:44 (Tove Nilsson, Jason Gill, Mattias Larsson, Robin Fredriksson)
4. Habits (Stay High) – 3:29 (Tove Nilsson, Jakob Jerlström, Ludvig Söderberg)
5. Out of Mind – 3:09 (Tove Nilsson, Alx Reuterskiöld)
6. Habits (Stay High) (Hippie Sabotage Remix) (Tove Nilsson, Jakob Jerlström, Ludvig Söderberg)

### Edizione nordica
1. Love Ballad – 3:28 (Tove Nilsson, Jakob Jerlström, Ludvig Söderberg)
2. Not on Drugs – 3:03 (Tove Nilsson, Alx Reuterskiöld, Jakob Jerlström, Ludvig Söderberg)
3. Paradise – 3:03 (Tove Nilsson, Jason Gill, Mattias Larsson, Robin Fredriksson)
4. Over – 3:44 (Tove Nilsson, Jason Gill, Mattias Larsson, Robin Fredriksson)
5. Habits (Stay High) – 3:29 (Tove Nilsson, Jakob Jerlström, Ludvig Söderberg)
6. Out of Mind – 3:09 (Tove Nilsson, Alx Reuterskiöld)
7. Habits (Stay High) (Hippie Sabotage Remix) – 4:17 (Tove Nilsson, Jakob Jerlström, Ludvig Söderberg)

### Ripubblicazione
1. Paradise – 3:03 (Tove Nilsson, Elliot Wilkins, Michael Orabiyi)
2. Over – 3:44 (Tove Nilsson, Jason Gill, Mattias Larsson, Robin Fredriksson)
3. Habits (Stay High) – 3:29 (Tove Nilsson, Jakob Jerlström, Ludvig Söderberg)
4. Habits (Stay High) (Hippie Sabotage Remix) – 4:17 (Tove Nilsson, Jakob Jerlström, Ludvig Söderberg)